# يان موس (مغني)
يان موس (بالإنجليزية: Ian Moss)‏ هو عازف قيثارة ومغني وكاتب أغاني أسترالي، ولد في 20 مارس 1955 في أليس سبرينغز في أستراليا.

## وصلات خارجية
- الموقع الرسمي
- يان موس على موقع ميوزك برينز (الإنجليزية)
- يان موس على موقع ديسكوغز (الإنجليزية)